# Séneca
Lucio Anneo Séneca (Corduba, 4 a. C.-Roma, 65 d. C.), llamado Séneca el Joven para distinguirlo de su padre, fue un filósofo, político, orador y escritor romano conocido por sus obras de carácter moral. Hijo del orador Marco Anneo Séneca, fue cuestor, pretor, senador y cónsul sufecto durante los gobiernos de Tiberio, Calígula, Claudio y Nerón, además de tutor y consejero de este último emperador. Su papel de tutor durante la infancia de Nerón es representado en la famosa obra de teatro Britannicus de Racine.
Séneca destacó como intelectual y como político. Consumado orador, fue una figura predominante de la política romana durante los reinados de Claudio y Nerón, siendo uno de los senadores más admirados, influyentes y respetados. Entre los años 54 y 62, durante los primeros años del reinado de su joven pupilo Nerón, Séneca gobernó de facto el Imperio romano junto con Sexto Afranio Burro. Esto le granjeó numerosos enemigos y se vio obligado a retirarse de la primera línea política en el año 62. Acusado, tal vez falsamente, de participar en la conjura de Pisón contra Nerón, su antiguo alumno lo obligó a suicidarse en el año 65.
Como escritor, Séneca pasó a la historia como uno de los máximos representantes del estoicismo. Su obra constituye la principal fuente escrita de filosofía estoica que se ha conservado hasta la actualidad. Abarca tanto obras de teatro como diálogos filosóficos, tratados de filosofía natural, consolaciones y cartas. Usando un estilo marcadamente retórico, accesible y alejado de tecnicismos, delineó las principales características del estoicismo tardío, del que junto con Epícteto y Marco Aurelio está considerado su máximo exponente.
La influencia de Séneca en generaciones posteriores fue inmensa. Fue citado por escritores y filósofos cristianos como Lactancio, San Agustín y San Jerónimo. Durante el Renacimiento fue "admirado y venerado como un oráculo de edificación moral, incluso cristiana; un maestro de estilo literario y un modelo para las artes dramáticas".

## Biografía

### Orígenes y juventud

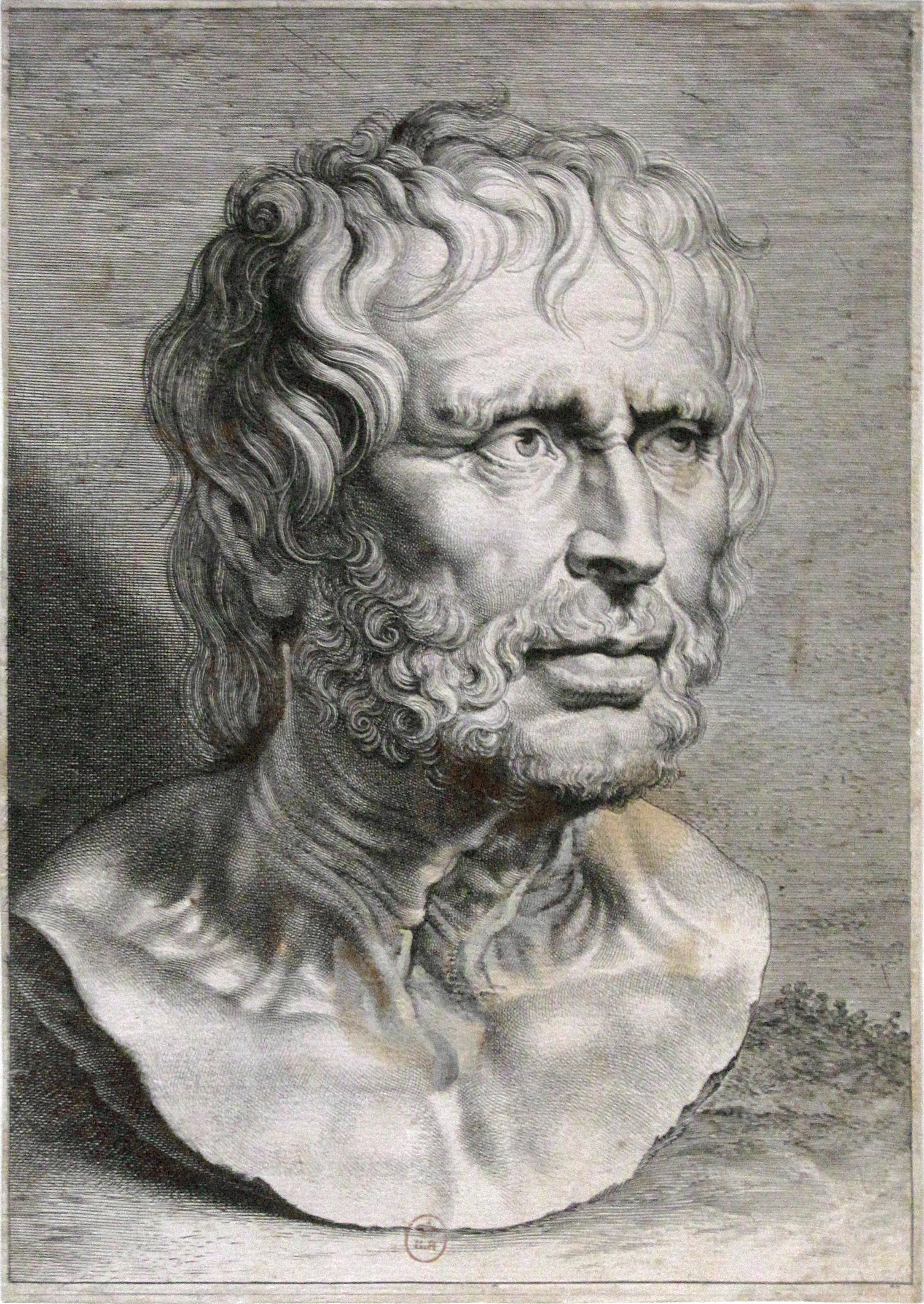
Retrato de Séneca según modelo de la antigüedad (pseudo-Séneca), por Lucas Vorsterman I (1638). Biblioteca Nacional de Francia.

Su familia era oriunda de Corduba —actual Córdoba—, en la provincia de Bética en Hispania. La tradición ha situado su nacimiento en Corduba en torno al año 1 d. C. (se barajan tres posibles fechas para su nacimiento, los años 1, 4 y 5 d. C.). El también hispano Marcial lo declara en un epigrama

Duosque Senecas unicumque Lucanum / facunda loquitur Corduba [...]
marcial: Epigramas, I, 61, 8-9.

El padre de Séneca, Marco Anneo Séneca, era un procurador imperial que se convirtió en un reconocido experto en retórica, y se casó con una joven noble nacida en Urgavo (actual municipio de Arjona, Jaén), Helvia. Además de Lucio, Marco tuvo otros dos hijos que a su manera también alcanzaron cierta relevancia. El primero, Novato, más conocido como Galión, fue el gobernador de Acaya que declinó ejercer su jurisdicción sobre San Pablo, y lo envió a Roma. El segundo, Mela, aunque menos ambicioso, fue un hábil financiero famoso por ser el padre del poeta Lucano, quien, por ello, era sobrino de Lucio Séneca. 
De la vida de Lucio Séneca previa al año 41 d. C. no se sabe gran cosa, y lo que se sabe es gracias a lo que el propio Séneca escribió. Sea como fuere, es claro que provenía de una familia distinguida, perteneciente a la más alta sociedad hispana en una época en que la provincia de Hispania estaba en pleno auge dentro del Imperio romano.
Parece ser que pasó los primeros años de su vida en Roma, bajo la protección de la hermanastra de su madre, su tía Marcia. Se afirma que en ese tiempo vivió con humildad en una habitación en el piso de arriba de un baño público, algo probablemente falso, ya que Marcia era una persona acaudalada. Durante este tiempo, parece que le fue enseñada la retórica y fue introducido en el estoicismo por el filósofo Atalo.
Marcia estaba casada con un équite (caballero) romano, quien en el año 16 fue nombrado gobernador de Egipto por el emperador Tiberio. Séneca acompañó al matrimonio a Alejandría, en Egipto, donde adquirió nociones de administración y finanzas, al tiempo que estudiaba la geografía y etnografía de Egipto y de la India, y desarrollaba su interés por las ciencias naturales, en las que, a decir de Plinio el Viejo, destacaría por sus conocimientos de geología, oceanografía y meteorología. 
Por influjo de los cultos místicos orientales que había en Egipto, al principio demostró una cierta inclinación hacia el misticismo pitagórico enseñado por Sotión, un filósofo ecléctico-pitagórico, y por los cultos de Isis y Serapis, que por aquel entonces ganaban gran número de adeptos entre los romanos. Ello le llevaría a adherirse al vegetarianismo, popularizado entonces por tales doctrinas. No obstante, posteriormente se inclinó hacia el estoicismo, filosofía que adoptaría hasta el fin de sus días. Su formación, pues, fue muy variada, rica y abierta: además de formarse en Egipto, parece ser que ya en Roma había estudiado gramática, retórica y filosofía; es posible, además, que viajara en algún momento a Grecia, para continuar formándose en Atenas, algo muy común entre los patricios de su tiempo. Sea como fuere, dejó escrito haber estudiado con Sotión, con el estoico Atalo y con Papirio Fabiano. Más adelante, fue amigo íntimo del cínico Demetrio.

### Primera carrera política

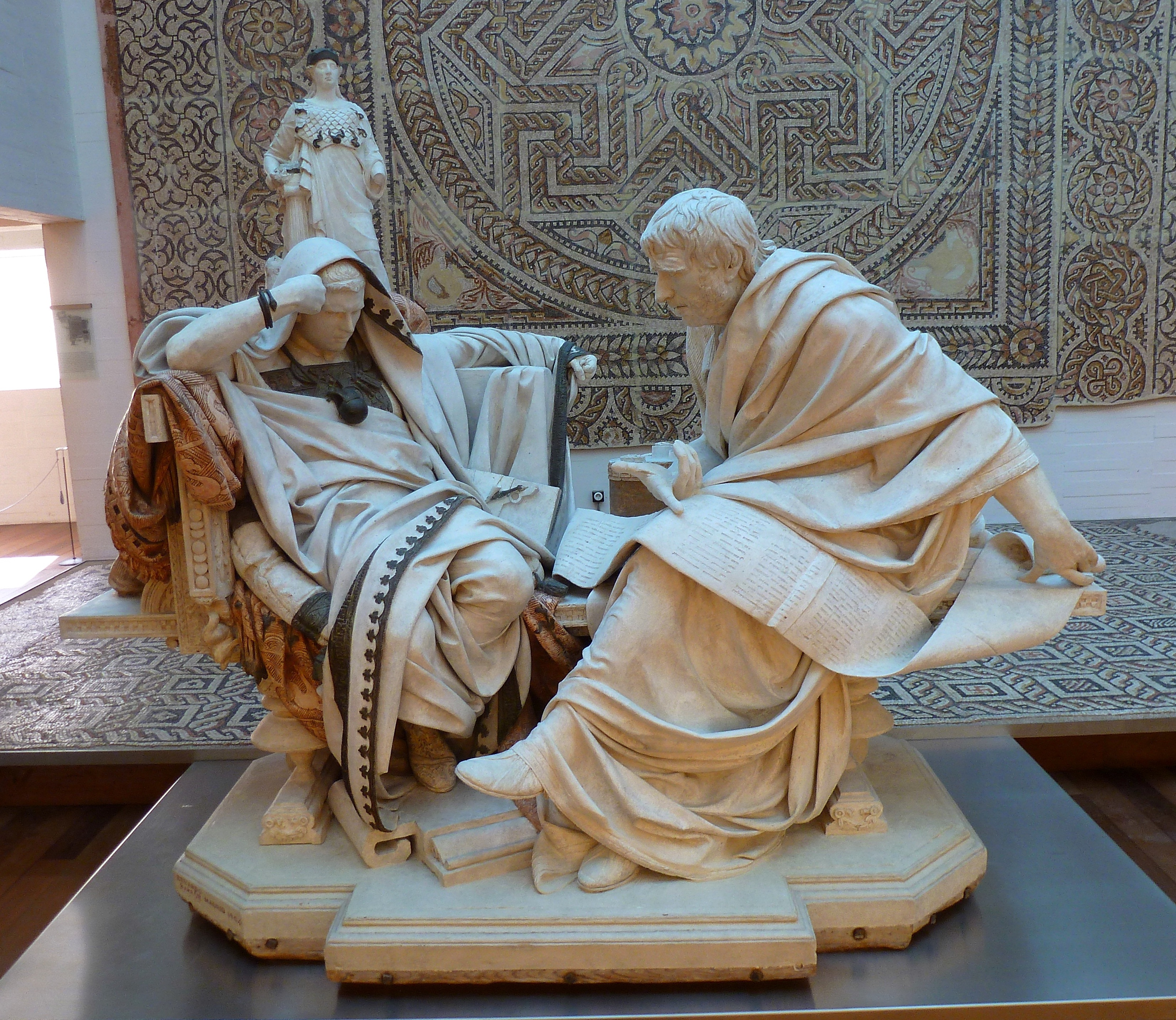
Nerón y Séneca. Eduardo Barrón González,1904. Museo de Zamora

Séneca siempre tuvo una salud enfermiza, especialmente debido al asma que padecía desde su infancia. Tanto es así que llegó a escribir que lo único que le impedía suicidarse era la incapacidad de su padre de soportar su pérdida.
En el año 31, Séneca volvió a Roma donde, a pesar de su mala salud, de su origen provinciano y del hecho de provenir de una familia comparativamente escasa en influencias, fue nombrado cuestor, con lo que inició así su cursus honorum, en el que pronto destacó por su estilo brillante como orador y escritor. Para cuando, en el año 37, el emperador Calígula sucedió a Tiberio, Séneca se había convertido en el principal orador del Senado y había levantado la envidia y los celos del nuevo y megalómano César, el cual, de acuerdo con el historiador Dión Casio, ordenó su ejecución. Según el mismo historiador, fue una mujer próxima al círculo más íntimo de Calígula la que consiguió que este revocara la sentencia al convencer a Calígula de que Séneca, asmático y de notoria mala salud, padecía además tuberculosis y pronto moriría por sí mismo. A consecuencia de este incidente Séneca se retiró de la vida pública.
En el año 41, a la muerte de Calígula y con la entronización de Claudio, Séneca, que continuaba siendo una persona relevante dentro de la política romana, fue de nuevo condenado a muerte, si bien la pena se le conmutó por el destierro a Córcega. Las causas de esta condena se ignoran, pero la sentencia oficial lo acusaba de haber cometido adulterio con Julia Livila, hermana de Calígula, hecho bastante improbable. Más probablemente se ha apuntado que la esposa de Claudio, la célebre Valeria Mesalina, lo habría considerado peligroso ahora que Calígula había muerto. La entronización de Claudio se había producido con la oposición del Senado y Séneca, que debido a su prestigio como orador era probablemente uno de los senadores más influyentes, podría haber sido un enemigo político en potencia para Claudio.

### Exilio en Córcega y retorno a Roma
Su exilio en Córcega duró ocho años. Durante ese tiempo escribió una consolatio o consolación a su madre Helvia, a raíz de la muerte de su padre Marco, que destaca por propugnar actitudes estoicas muy diferentes a las que, por ese mismo período, se muestran en la Consolación a Polibio, nombre de uno de los libertos imperiales de Claudio y que ostentaba un gran poder e influencia sobre el emperador. En esta carta, que probablemente nunca estuviera destinada a publicarse, se muestra abyectamente adulador y busca el perdón imperial.
El destierro duró hasta el año 49 cuando, tras la caída de Mesalina, la nueva esposa de Claudio, la también célebre Agripina la Menor, consiguió rehabilitarlo. Se le llamó a Roma y, por indicación de Agripina, se le nombró pretor en la ciudad. Su ascenso no acabó ahí, pues en el año 51, a instancias de nuevo de Agripina, se le nombró tutor del joven Lucio Domicio Enobarbo, futuro Nerón, hijo de un matrimonio anterior de Agripina. Tan drástico cambio en su suerte se debió, según el historiador Tácito, a que esta, aparte de buscar un tutor ilustre para su hijo, creía que la fama de Séneca haría más popular a la familia imperial; un Séneca agradecido y obligado a ella serviría además como un importante aliado y un sabio consejero en los planes de alcanzar el poder que albergaba para su hijo Nerón.
En el año 54, el emperador Claudio murió, según la mayoría de las fuentes históricas, envenenado por la propia Agripina, y su hijastro Nerón subió al poder. Aunque no hay evidencia alguna de que Séneca estuviera involucrado en el asesinato de Claudio, sí que se mofó del viejo emperador en su obra satírica intitulada Apocolocyntosis divi Claudii («Calabacificación del divino Claudio»), en la que este, tras ser deificado, termina, tras una serie de vicisitudes, como un mero burócrata en el Hades. Con la subida al poder del joven Nerón, que por aquel entonces contaba con 17 años, Séneca fue nombrado consejero político y ministro junto a un austero oficial militar llamado Sexto Afranio Burro. También fue honrado por su pupilo con el cargo de consul suffectus entre mayo y octubre de 55.

### Gobierno del Imperio romano

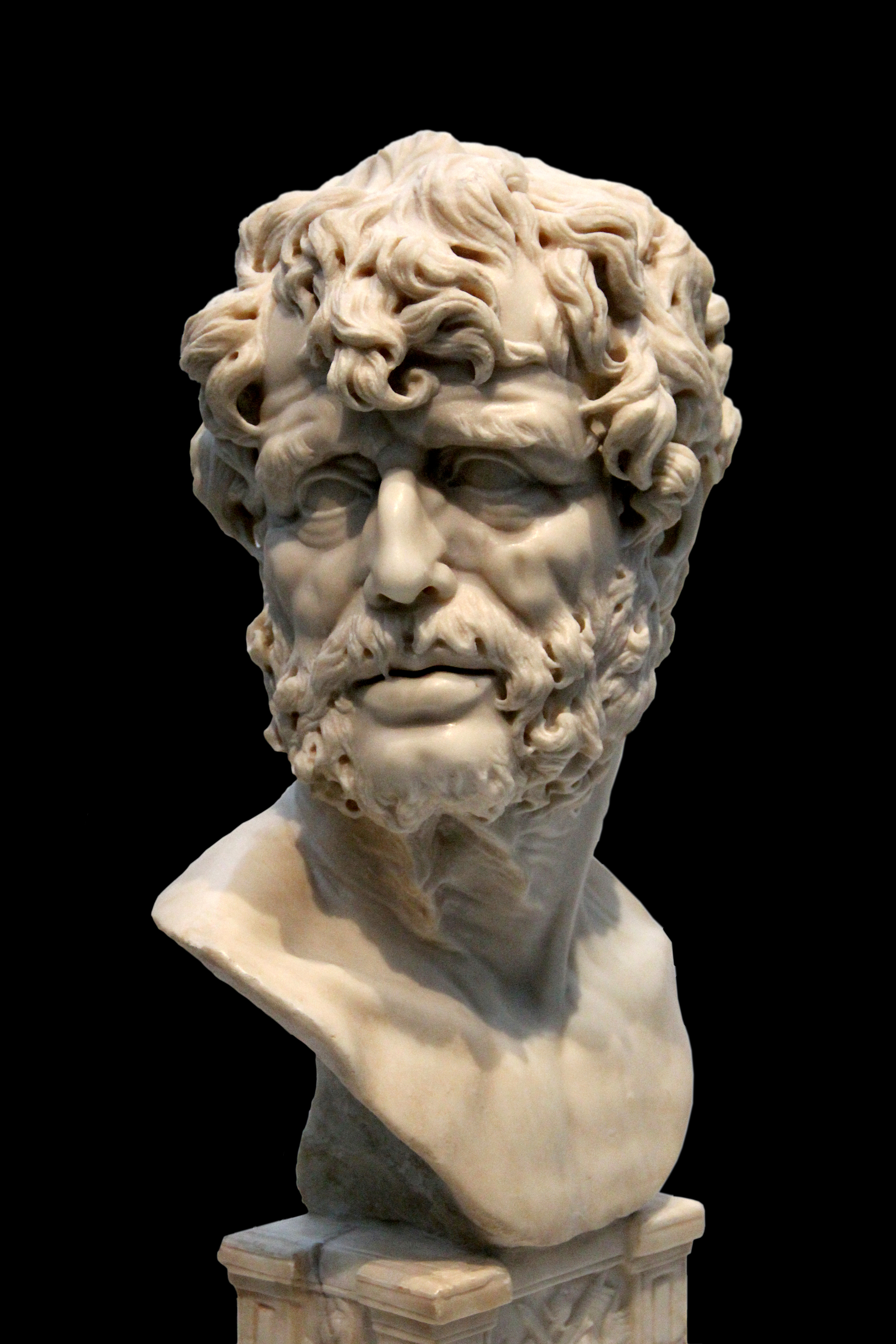
Busto imaginario de Séneca en mármol, elaborado en el siglo. Museo del Prado.

Durante los ocho años siguientes, Séneca y Burro, a quienes todos los historiadores romanos consideraron las personas de mayor valía e ilustración del entorno de Nerón, gobernaron de facto el imperio romano. Dicho período destacaría, a decir del propio emperador Trajano, por ser uno de los períodos de «mejor y más justo gobierno de toda la época imperial». Su política, basada en compromiso y diplomacia más que en innovaciones e idealismo, fue modesta pero eficiente: se trató en todo momento de refrenar los excesos del joven Nerón, al tiempo que evitaban depositar gran poder real en manos de Agripina. Así, mientras Nerón se dedicaba, siguiendo las instrucciones de Séneca, a un ocio moralmente «aceptable», Séneca y Burro se hicieron con el poder, en el que promovieron una serie de reformas legales y financieras, como la reducción de los impuestos indirectos; persiguieron la concusión, es decir, la corrupción de los gobernadores provinciales; llevaron a cabo una exitosa guerra en Armenia a las órdenes de Corbulón, que instituyó el protectorado romano en aquel país y se mostró, a la larga, fundamental para la salvaguarda de la frontera oriental del imperio; se enviaron, a instancias de Séneca, expediciones para dar con las fuentes del río Nilo... Vale notar que ni Burro ni Séneca ocuparon, durante este período, cargo institucional alguno, más allá del de senadores, por lo que ejercieron el poder desde detrás del solio imperial, como meros validos y consejeros del joven César, que al parecer tenía en alta estima a su tutor.
Sin embargo, conforme Nerón fue creciendo, comenzó a desembarazarse de la «benigna» influencia de Séneca, de tal forma que, al mismo tiempo que el ejercicio del poder iba desgastando al filósofo, comenzaba a perder influencia sobre su pupilo Nerón. Aprovechando la pérdida de influencia y el desgaste de Séneca, en el año 58 Publio Suilio Rufo, un consejero del joven Nerón, llegó a acusarlo, absurdamente según Tácito, de acostarse con Agripina, con lo que dio origen a una campaña de desprestigio en la que el filósofo fue acusado de crímenes tan peregrinos como el de deplorar el tiránico régimen imperial, extravagancia en sus banquetes, hipocresía y adulación en sus escritos –fue en este momento cuando salió a la luz la carta al liberto Polibio–, usura, y, sobre todo, excesiva riqueza. De hecho, la riqueza de Séneca en este período alcanzó la categoría de proverbial, cuando el poeta Juvenal habla de los grandes jardines del inmensamente rico Séneca. Es probable que la inmensa riqueza del filósofo propiciara su caída frente a Nerón, el cual no toleraría que un particular pudiera hacerle sombra en ese aspecto.

### Caída y muerte

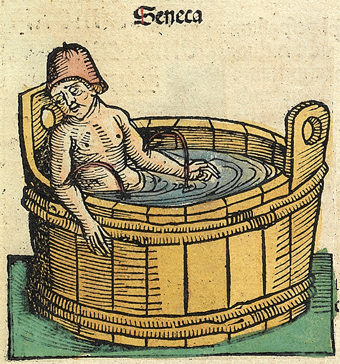
El suicidio de Séneca, en la Crónica de Núremberg, publicada en 1493.

En el año 59, la antiguamente gran valedora de Séneca, Agripina, fue asesinada por Nerón, lo que marcaría el inicio del fin de Séneca. Aunque posiblemente no estuvieran involucrados, Séneca y Burro tuvieron que llevar a cabo una campaña de lavado de imagen pública del emperador a fin de minimizar el impacto que pudiera tener el crimen. Séneca escribió la famosa carta al Senado en la que justificaba a Nerón y explicaba cómo Agripina había conspirado en contra de su hijo. Este hecho ha sido muy criticado con posterioridad, y ha sido germen frecuente de las acusaciones de hipocresía contra Séneca. Cuando, en el año 62, Burro murió, la situación de Séneca en el poder se volvió insostenible, al haber perdido buena parte de su capital político y de sus apoyos. La campaña de desprestigio, además, le privó de la cercanía del emperador, el cual, rodeado de aduladores y arribistas como Tigelino, Vitelio o Petronio, pronto comenzaría a hablar de desembarazarse de su viejo tutor.
Así, ese mismo año 62 Séneca pidió a Nerón retirarse de la vida pública, y ofreció toda su fortuna al emperador. El retiro le fue concedido tácitamente, aunque la fortuna no le fue aceptada hasta años después. De esta manera, Séneca consiguió retirarse de la cada vez más peligrosa corte romana, y comenzó a pasar su tiempo viajando con su segunda esposa, Paulina, por el sur de Italia. Al mismo tiempo, comenzó a redactar una de sus obras más famosas, las Cartas a Lucilio, auténtico ejemplo de ensayo, en las que Séneca ofrece todo tipo de sabios consejos y reflexiones a Lucilio, un amigo íntimo que supuestamente ejercía como procurador romano en Sicilia. Esta obra serviría de ejemplo e inspiración a Michel de Montaigne en la redacción de sus Ensayos.

Aun así, Séneca no consiguió desembarazarse del todo de la obsesiva perversión de su antiguo pupilo. Según Tácito, parece ser que en sus últimos años Séneca sufrió un intento de envenenamiento, frustrado gracias a la sencilla dieta que el filósofo había adoptado, previendo un ataque de este tipo. Sea como fuere, en el año 65 se le acusó de estar implicado en la famosa conjura de Pisón contra Nerón. Aunque no existieran pruebas firmes en su contra, la conjura de Pisón sirvió a Nerón como pretexto para purgar la sociedad romana de muchos patricios y caballeros que consideraba subversivos o peligrosos, y entre ellos se encontraba el propio Séneca. Así pues, Séneca fue, junto con muchos otros, condenado a muerte, víctima de la conjura fracasada.

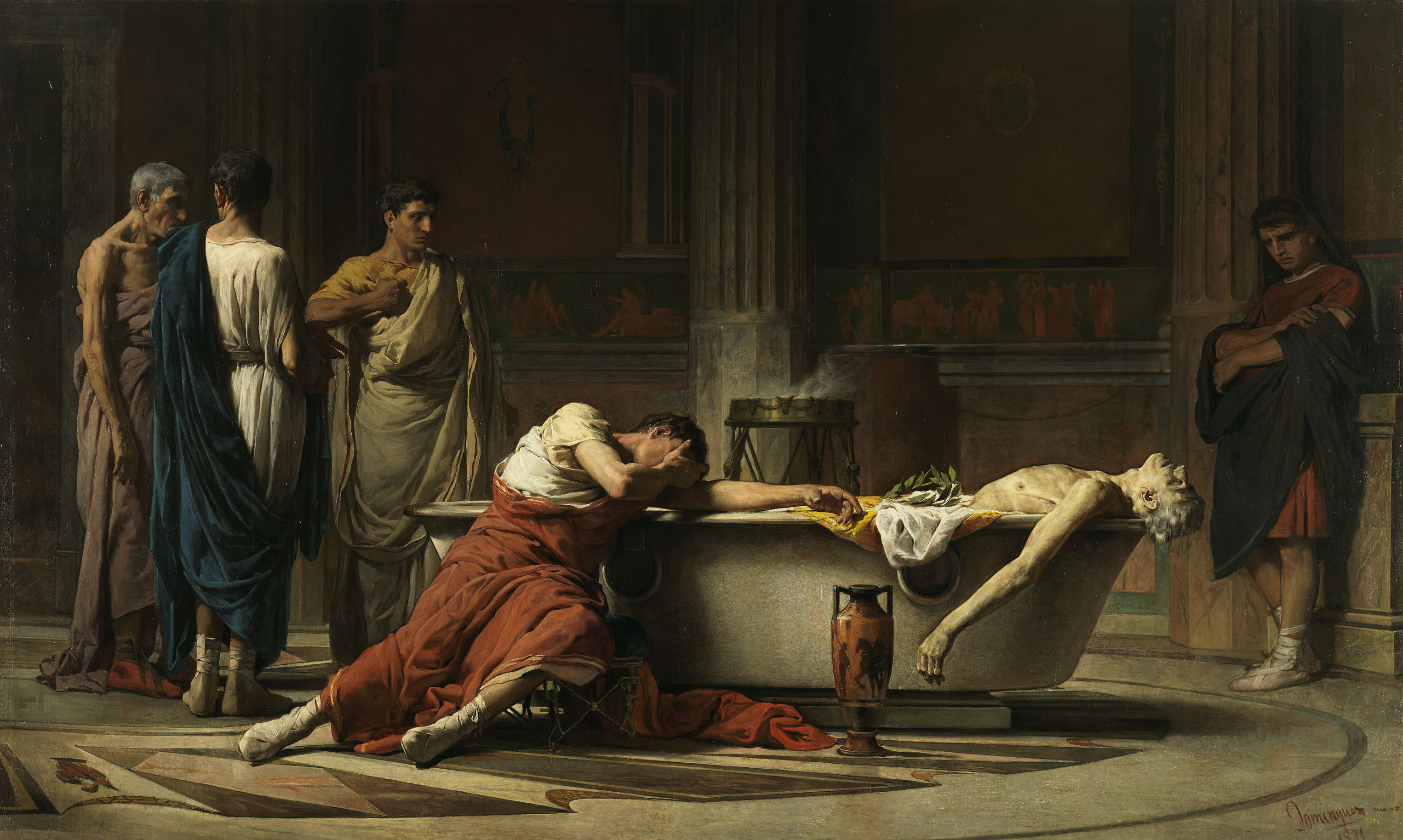
El suicidio de Séneca (1871), por Manuel Domínguez Sánchez.

Sobre la muerte de Séneca, el historiador Tácito cuenta que el tribuno Silvano fue encomendado para darle la noticia al filósofo, pero siendo aquel uno de los conjurados, y sintiendo una gran vergüenza por Séneca, le ordenó a otro tribuno que le llevara la notificación del César: de un patricio como Séneca se esperaba no que decidiera esperar a la ejecución, sino que se suicidara tras recibir la condena a muerte. Cuando Séneca recibió la misiva, ponderó con calma la situación y pidió permiso para redactar su testamento, lo cual le fue denegado, pues la ley romana preveía en esos casos que todos los bienes del conjurado pasaran al patrimonio imperial.
Sabiendo que Nerón actuaría con crueldad sobre él, decidió abrirse las venas en el mismo lugar, cortándose en brazos y piernas. Su esposa Paulina le imitó para evitar ser humillada por el emperador, pero los guardias y los sirvientes se lo impidieron y otras fuentes afirman que realmente se suicidó, aunque Suetonio afirma que vivió hasta el principado de Domiciano. Séneca, al ver que su muerte no llegaba, le pidió a su médico Eustacio Anneo que le suministrase veneno griego (cicuta), el cual bebió pero no le hizo efecto. Pidió finalmente ser llevado a un baño caliente, donde el vapor terminó asfixiándolo, víctima del asma que padecía.
Al suicidio de Séneca lo siguieron, además, el de sus dos hermanos y el de su sobrino Lucano, sabedores de que pronto la crueldad de Nerón recaería también sobre ellos. Séneca fue incinerado sin ceremonia alguna. Así lo había prescrito en su testamento cuando, en sus tiempos de riqueza y poder, pensaba en sus últimos momentos.
Un monumento funerario reconstruido en el siglo XIX y que se puede ver en la Via Appia se ha relacionado con la tumba del filósofo.

## Filosofía

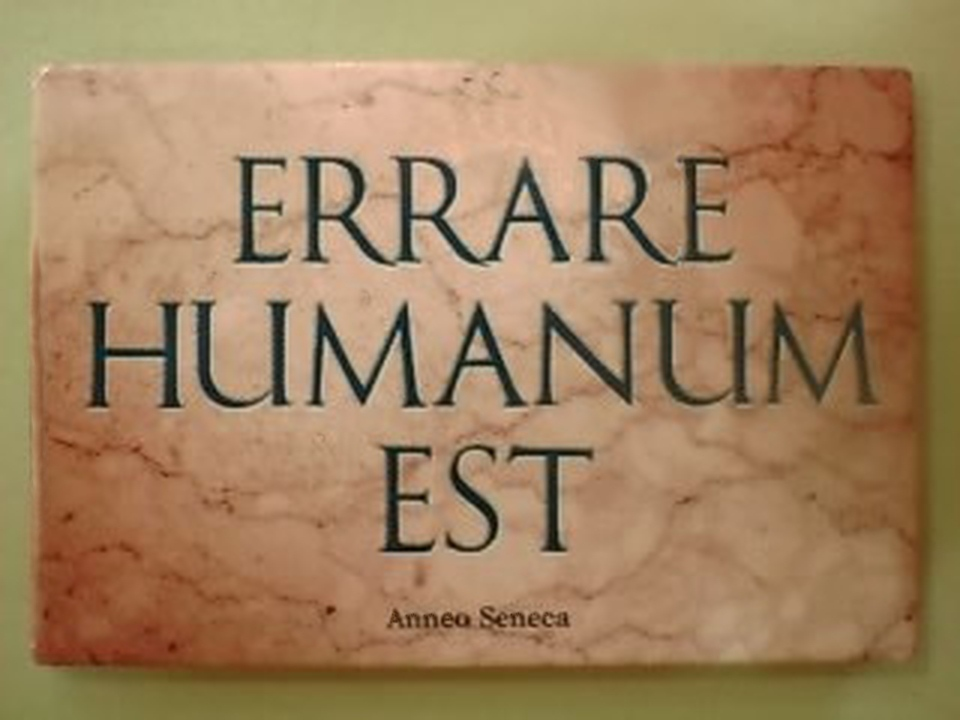
"Errare humanum est" (Errar es humano). Frase atribuida a Séneca, aunque no aparece en sus escritos.

Como "una importante figura filosófica del período imperial romano", la contribución duradera de Séneca a la filosofía ha sido a la escuela del estoicismo. Su escritura es muy accesible y fue objeto de atención desde el Renacimiento en adelante por escritores como Michel de Montaigne. Ha sido descrito como "una figura imponente y controvertida de la antigüedad" y "el estoico más interesante del mundo".
 

El estoicismo era una filosofía popular en este período, y muchos romanos de clase alta encontraron en él un marco ético rector para la participación política. Séneca muestra cierto interés en metafísica platónica, pero nunca con un compromiso claro. El alma (spiritus), del hombre es lo que el hombre tiene de racional y divino. "Ese día, que teméis por ser el fin de todas las cosas, es el cumpleaños de vuestra eternidad". Alguna vez fue popular considerar a Séneca como muy ecléctico en su estoicismo, pero la erudición moderna lo ve como un estoico bastante ortodoxo, aunque de mente libre. Asimismo, citó con frecuencia a Epicuro, especialmente en sus Cartas. Su interés por Epicuro se limita principalmente a utilizarlo como fuente de máximas éticas. Aun así, Séneca sigue la ética de la virtud estoica frente al hedonismo epicúreo sosteniendo la superioridad de la virtud al placer.
Sin embargo, si fueran enteramente inseparables (la virtud y el placer), no veríamos algunas cosas como agradables, pero no honorables, y otras muy honorables, pero difíciles y solo alcanzables mediante el sufrimiento. [...] (L)a virtud es una cualidad elevada, sublime, real, invencible, incansable: el placer es bajo, servil, débil, perecedero; sus guaridas y hogares son el burdel y la taberna. [...] El bien supremo es inmortal: no conoce fin, y no admite ni la saciedad ni el arrepentimiento [...] pero el placer muere al final.
Séneca escribió una serie de libros sobre estoicismo, principalmente sobre ética, con una obra (Naturales Quaestiones) sobre el mundo físico. Séneca se basó en los escritos de muchos de los primeros estoicos: a menudo menciona a Zenón, Cleantes y Crisipo; y cita con frecuencia a Posidonio, con quien Séneca compartía el interés por los fenómenos naturales. Séneca no se preocupó de las doctrinas lógicas del estoicismo y solo se preocupa de la física desde el punto de vista moral y religioso, la cual ayuda a perder el miedo de los fenómenos naturales y la muerte; y permite admirar la grandeza del mundo y la divinidad. Sus ensayos morales se basan en doctrinas estoicas. Séneca tomó con indulgencia las imperfecciones de la humanidad (de ahí que se le atribuya la máxima: "Errare humanum est"), transformando su máxima moral básica en el amor entre hombres, incluso a esclavos.
¿Cuál es nuestro propósito? ¿Qué preceptos ofrecemos? ¿Deberíamos pedirles que se abstuvieran del derramamiento de sangre? ¡Qué poca cosa es no dañar a alguien a quien debes ayudar! ¡Es en verdad digno de gran alabanza, cuando el hombre trata al hombre con bondad! ¿Aconsejaremos extender la mano al marinero náufrago, o señalar el camino al vagabundo, o compartir una miga con el hambriento? Sí, si puedo decirle primero todo lo que debe concederse o negarse; Mientras tanto, puedo establecer para la humanidad una regla, en resumen, para nuestros deberes en las relaciones humanas: todo lo que contemplas, lo que comprende tanto a dios como al hombre, es uno: somos las partes de un gran cuerpo. La naturaleza nos produjo relacionados unos con otros, ya que nos creó de la misma fuente y para el mismo fin. Ella engendró en nosotros afecto mutuo y nos hizo propensos a la amistad. Ella estableció la equidad y la justicia; según su sentencia, es más desdichado cometer que sufrir daño. A través de sus órdenes, que nuestras manos estén listas para todo lo que necesita ser ayudado.
Sus obras discuten tanto la teoría ética como los consejos prácticos, y Séneca enfatiza que ambas partes son distintas pero interdependientes. Sus Cartas a Lucilio muestran la búsqueda de la perfección ética de Séneca y “representan una especie de testamento filosófico para la posteridad”. Séneca considera la filosofía como un bálsamo para las heridas de la vida. Para él, "la filosofía, dice, enseña a obrar, no a hablar", siendo el Sabio "el educador del género humano". Las pasiones destructivas, especialmente la ira y el dolor, deben ser desarraigadas, o moderadas según la razón. Discute los méritos relativos de la vida contemplativa y la vida activa, y considera importante afrontar la propia mortalidad y saber afrontar la muerte. La muerte voluntaria es aceptable cuando el cuerpo no está en condiciones de cumplir el fin natural de la vida: la felicidad. El suicidio, pues, es válido como opción moral, al permitirnos salir de la vida dignamente cuando el individuo lo estime oportuno según su libertad y en pleno uso de sus facultades racionales, dado que la vida no se mide según su duración; en palabras de Séneca, es «necio quien vive para sufrir». Uno debe estar dispuesto a practicar la pobreza y usar la riqueza adecuadamente, y escribe sobre los favores, la clemencia, la importancia de la amistad y la necesidad de beneficiar a los demás. El universo se rige para lo mejor por una providencia racional, y esto debe conciliarse con la aceptación de la adversidad.

## Valoración y reputación

### Reputación posterior

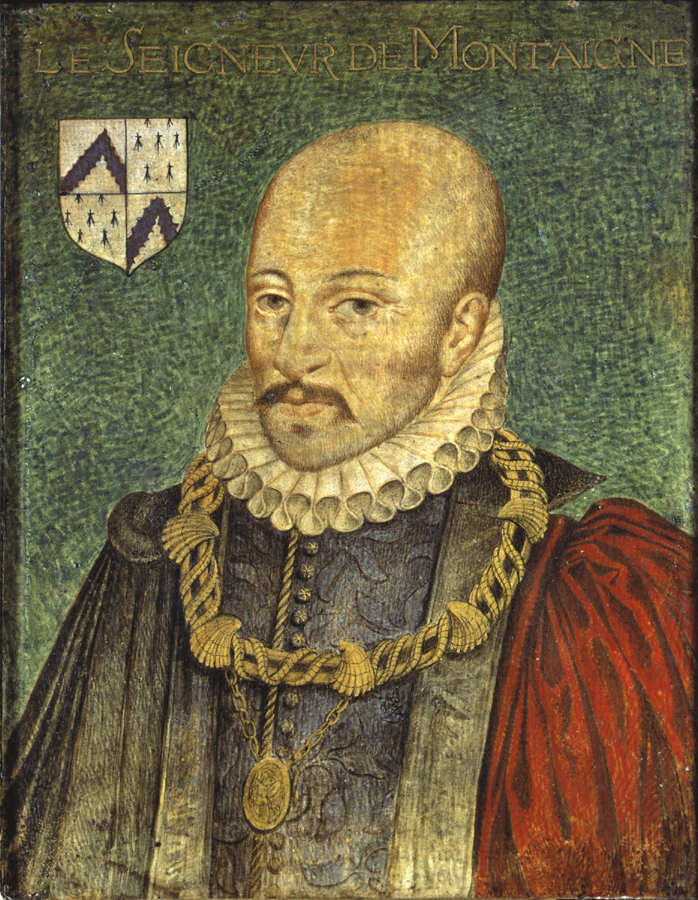
Michel de Montaigne (aquí según retrato de Dumonstier) no dejó nunca de reconocer la influencia de Séneca en su obra magna, los Ensayos.

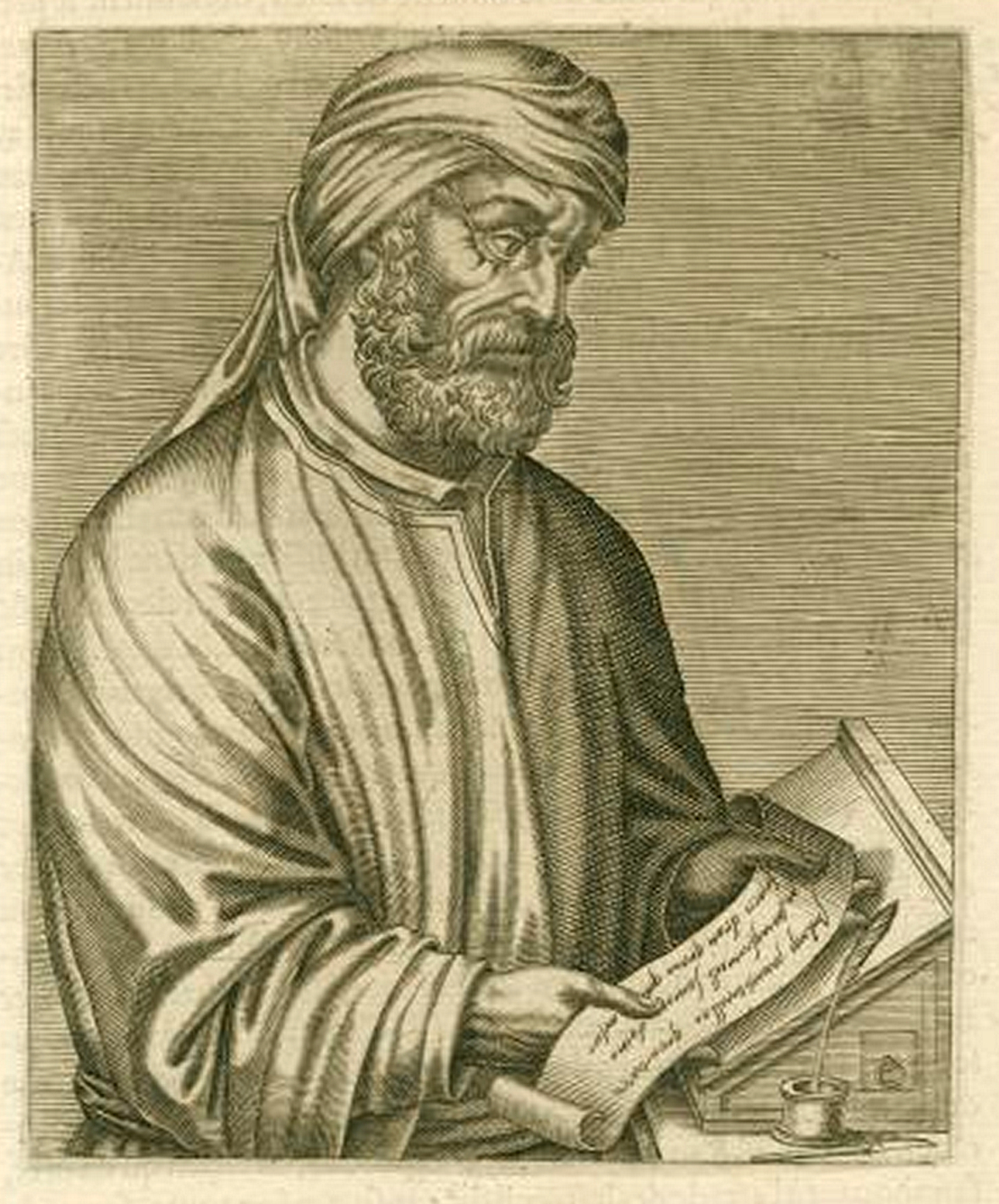
Tertuliano, quien consideró que muchas de las doctrinas morales expuestas por Séneca tenían gran parecido con las expuestas en la Biblia.

Séneca es uno de los pocos filósofos romanos que siempre ha gozado de gran popularidad (al menos en la Europa continental; en el mundo anglosajón no fue sino hasta el siglo XX cuando la figura de Séneca se rescató del olvido), como lo demuestra el hecho de que su obra haya sido admirada y celebrada por algunos de los pensadores e intelectuales occidentales más influyentes: Erasmo de Róterdam, Michel de Montaigne, René Descartes, Denis Diderot, Jean-Jacques Rousseau, Francisco de Quevedo, Thomas de Quincey, Dante, Petrarca, San Jerónimo, San Agustín, Lactancio, Chaucer, Juan Calvino, Baudelaire, Honoré de Balzac... todos mostraron su admiración por la obra de Séneca.
Junto a la de Cicerón, la obra de Séneca era una de las mejor conocidas por los pensadores medievales, y como quiera que muchas de sus doctrinas son compatibles con la idiosincrasia cristiana, los padres de la Iglesia como San Agustín lo citan a menudo; Tertuliano lo consideraba un saepe noster, esto es, «a menudo uno de los nuestros», y San Jerónimo llegó a incluirlo en su Catálogo de santos. 
Durante la Edad Media, de hecho, surgió la leyenda de que San Pablo habría convertido a Séneca al cristianismo, y que su muerte en el baño era una suerte de bautismo encubierto. El origen de esta leyenda pudo venir de que San Pablo conoció al hermano mayor de Séneca, Galión (Hechos 18: 12-17) a quien alude posteriormente en la última de las cartas a los Gentiles (II Timoteo 4:16), por lo cual habría sido escrita una falsa correspondencia entre el apóstol y Séneca.
La supuesta conversión al Cristianismo de Séneca fue un tema recurrente durante el Bajo Imperio romano y la Edad Media, formaba parte de la «Leyenda áurea», e incluso aparecieron varias cartas espurias entre Séneca y San Pablo en las que intercambian puntos de vista doctrinales; en una de ellas, fechada en el siglo III o en el siglo IV, incluso se relata el gran incendio de Roma, aunque probablemente Séneca se hallase fuera de la ciudad en ese tiempo. Por otro lado, su obra Naturales quaestiones, tratado de ciencias naturales alabado ya por Plinio el Viejo, fue durante la Edad Media la obra de referencia inamovible en los asuntos que abordaba; solo Aristóteles gozó de mayor prestigio en ese campo.

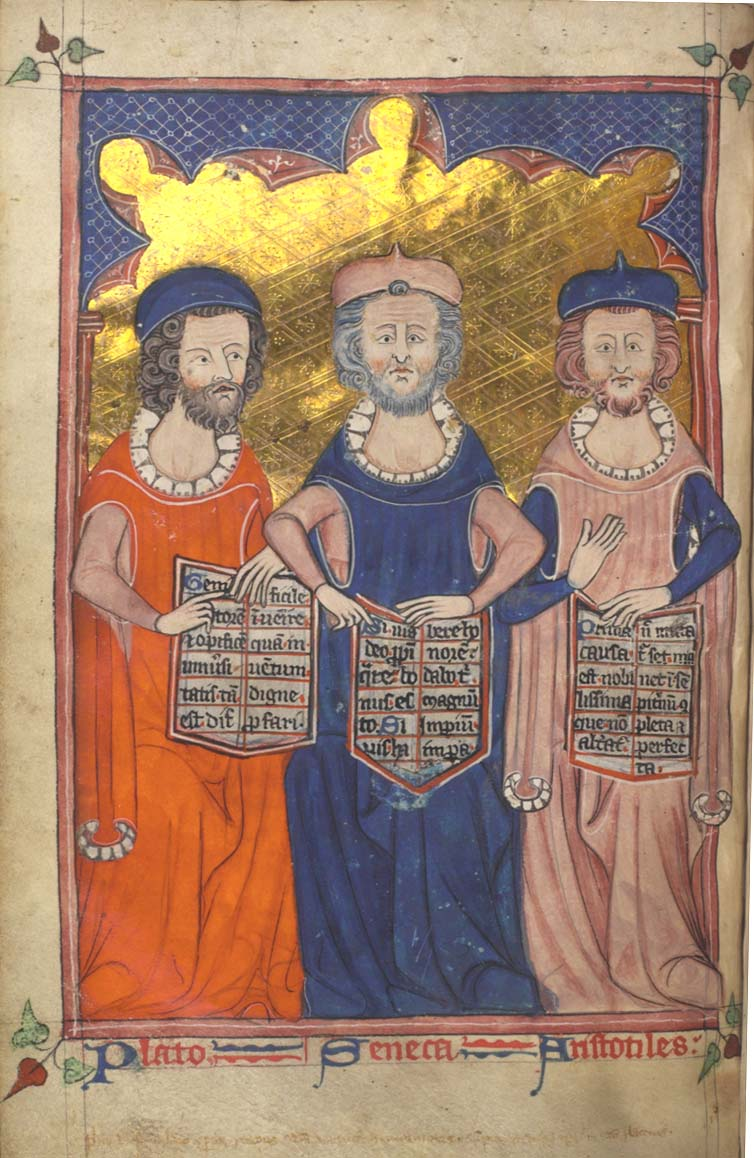
Platón, Séneca, y Aristóteles en una ilustración medieval (c. 1325–1335).

Además, la influencia de Séneca se deja ver en todo el humanismo y demás corrientes renacentistas. Su afirmación de la igualdad de todos los hombres, la propugnación de una vida sobria y moderada como forma de hallar la felicidad, su desprecio a la superstición, sus opiniones antropocentristas... se harían un hueco en el pensamiento renacentista. Erasmo de Róterdam, por ejemplo, fue el primero en preparar una edición crítica de sus obras (1515), y la primera obra de Calvino fue una edición de De clementia, en 1532. Robert Burton lo cita en su Anatomía de la melancolía, y Juan Luis Vives y Tomás Moro lo tenían en alta estima, y se hacían eco de sus ideas éticas. En la obra de Montaigne, los Ensayos, las referencias a la obra de Séneca son constantes, tanto en la forma, como en opiniones, muchas de las cuales son comunes en ambos pensadores: por ejemplo, la justificación del suicidio como forma de evitar una muerte peor, es análoga en ambos. Formalmente, muchos ensayos de Montaigne se asemejan a la estructura desarrollada por Séneca en sus Cartas a Lucilio (planteamiento de un tema, pero no de una tesis al respecto, un desarrollo más o menos lineal donde se añaden ejemplos pero se evitan digresiones, y una conclusión final sobre el tema planteado, que se deduce de todo lo anterior), que se han visto como un antecedente claro del ensayo moderno. Y, aunque las ideas presentadas por Séneca no pueden ser consideradas originales ni sistemáticas en su exposición, su importancia es capital a la hora de hacer asequibles y populares muchas de las ideas de la filosofía griega.
En la actualidad, su obra ha caído en un cierto olvido, propiciado por el moderno abandono del estudio de las lenguas y disciplinas clásicas. Sin embargo, sigue sorprendiendo por la vigencia y accesibilidad de muchas de sus ideas y la facilidad de lectura y la claridad con que se muestra en las traducciones vernáculas de su obra: las Cartas a Lucilio han sido comparadas con un libro de autoayuda, y de hecho, a raíz de la película Gladiator, tanto éstas como las Meditaciones de Marco Aurelio fueron reeditadas con gran éxito en el mundo anglosajón.

### Valoración

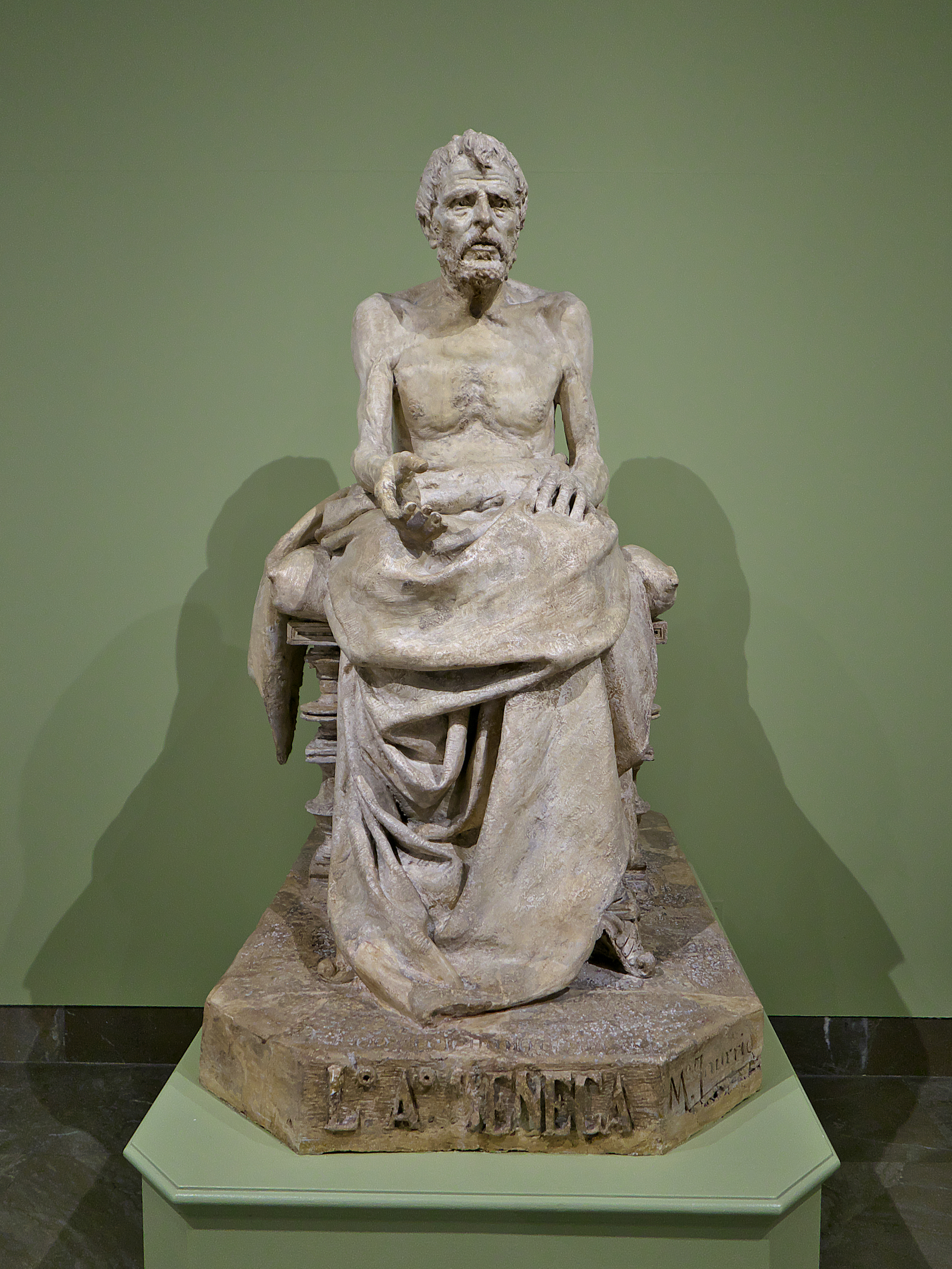
Museo de Bellas Artes de Córdoba. Mateo Inurria (1894-1895)

Desde sus inicios, Séneca abrazó el estoicismo, sobre todo en su vertiente moral, y toda su obra gira en torno a esta doctrina, de la que llegó a ser, al menos en la teoría, uno de los máximos exponentes. Sin embargo, aunque en su obra se presenta siempre como estoico, ya en su propio tiempo fue tachado de hipócrita, al no ser capaz de vivir según los principios que propugnaba en su obra. 
En efecto, a lo largo de toda su vida fue acusado de haberse acostado con mujeres casadas, y si bien es cierto que muchas veces dichas acusaciones no eran más que meras calumnias, en muchos otros casos parecen haber estado bien fundadas. Además, la estrecha relación con los excesos de Nerón demuestra las profundas limitaciones de sus enseñanzas en cuanto a la templanza y la autodisciplina propias de un estoico. Igualmente, no se explicaría que un verdadero estoico escribiera las cartas que desde su destierro en Córcega envió a Roma rogando, de la forma más servil y humillante, por su perdón. En su Calabacificación de Claudio ridiculizó algunos comportamientos y políticas del emperador Claudio que cualquier estoico habría aplaudido, con lo que se demostró que colocaba sus principios al servicio de Nerón, al denostar a Claudio al tiempo que proclamaba que Nerón sería más sabio y longevo que el legendario Néstor. En esta obra presenta una crítica hacia la deificación de los humanos y pone como claro ejemplo el caso de Claudio y aprovecha la ocasión para criticarlo y ridiculizarlo. 
La carta al Senado donde justifica el asesinato de Agripina, ha sido siempre vista como algo imperdonable, y de gran bajeza moral. Ante otros actos de Nerón, como el asesinato de Británico o el repudio de su primera esposa Octavia, Séneca siempre guardó un silencio que muchos han visto como cobardía e incluso aquiescencia. Las acusaciones de corrupción que acompañaron a su gobierno, que bien pudieran sostenerse si se atiende a la fabulosa fortuna que hizo en ese período, serían una prueba más de la incapacidad de Séneca para llevar a la práctica los principios estoicos que tanto admiraba.
Sin embargo, hay que hacer notar que la inmensa mayoría de las acusaciones que se vertieron contra Séneca fueron hechas bien por opositores políticos en vida del filósofo, por lo que su validez debe tomarse con cautela, o con mucha posterioridad a la muerte del mismo, de manera que muy posiblemente las debilidades de Séneca fueran en realidad mucho menores que las que en apariencia fueron. Sea como fuere, Séneca ha pasado a la posteridad como uno de los más tristes ejemplos de un hombre que falló en vivir según sus propios ideales.
En la actualidad, los medioambientalistas utilizan su nombre en la expresión "efecto Séneca" o "acantilado de Séneca" para expresar que el declive de las civilizaciones es más rápido que su ascenso. Esta referencia se basa en la cita que dice: "Sería un motivo de consuelo para nuestra fragilidad y para nuestros asuntos, si todas las cosas pereciesen tan lentamente como se producen; en cambio, el crecimiento procede lentamente, la caída se acelera." Lucio Anneo Séneca, Cartas a Lucilio. Libro XIV, Epíst. 91, 6.

## Claves de su obra

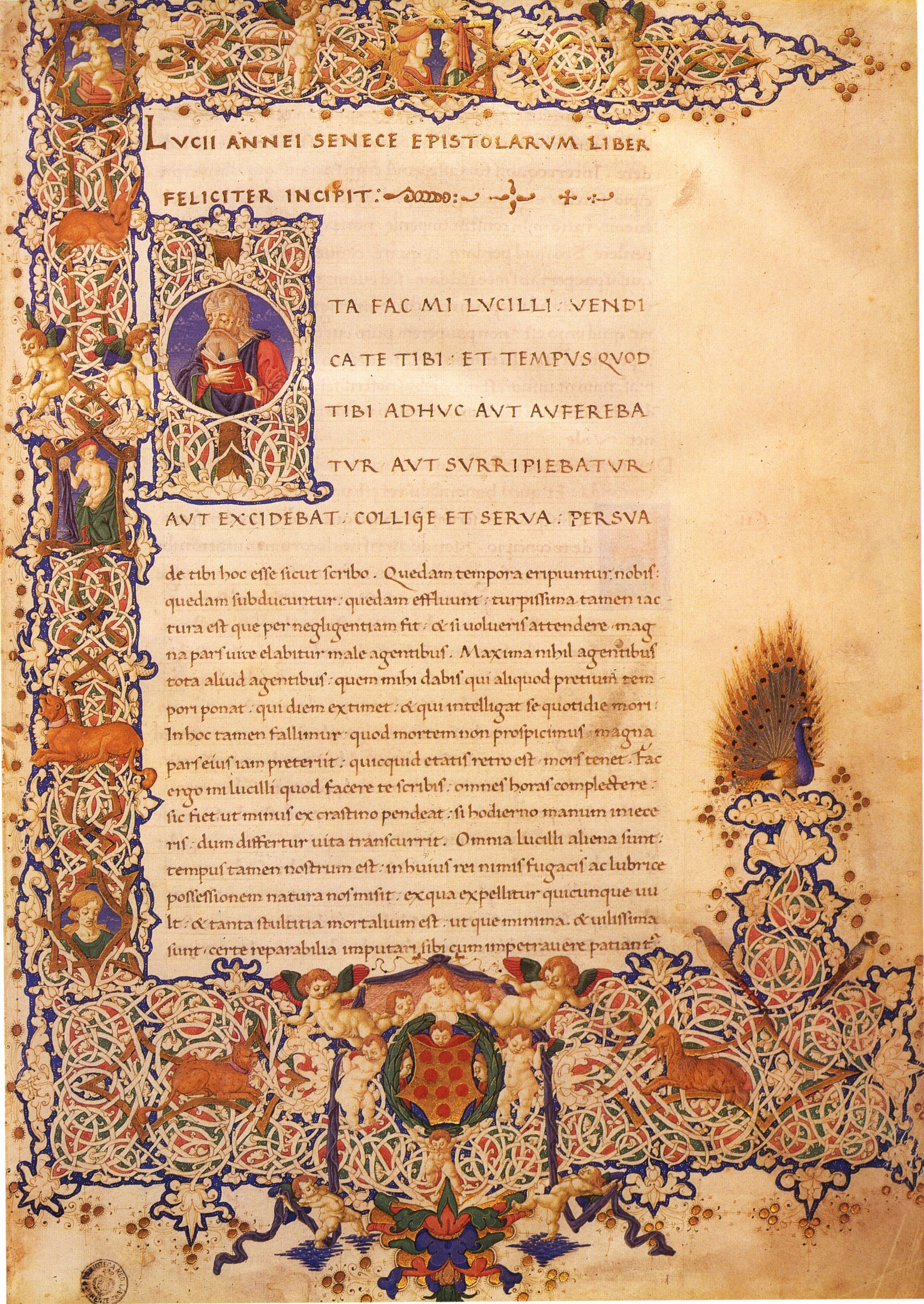
Cartas a Lucilio (1458).

Las obras que nos quedan de Séneca se pueden dividir en cuatro apartados: los diálogos morales, las cartas, las tragedias y los epigramas. La filosofía de Séneca se expresa en estas obras. No escribió una obra sistemática de filosofía; su pensamiento filosófico, sus ideas estoicas, se manifiestan a lo largo de toda su obra.
Los diálogos son once obras morales conservadas en un manuscrito de la Biblioteca Ambrosiana. La mayoría son breves. El largo diálogo De la ira está dedicado a su hermano Novato, que le había pedido que le escribiera sobre el modo de mitigarla. 
En el exilio escribió el tratado De la providencia, dedicado a Lucilio hijo. De su exilio es también el diálogo más exquisito y el más lleno de detalles personales, que escribió a su madre: Consolación a Helvia. Junto al tratado De la providencia hay que colocar el De la firmeza del sabio, escrito probablemente después del año 47. Vuelto a las tareas de gobierno, redacta el diálogo De la brevedad de la vida, escrito con toda probabilidad en el año 55. A su hermano Galión (que recibe su nombre por su padre adoptivo, Julio Galión) le dedicó el diálogo De la felicidad, una curiosa defensa de su forma de vida de filósofo estoico.
Durante el período de retiro de la vida política escribió Naturales quaestiones, libro dedicado a Lucilio que trata de fenómenos naturales, en el que la ética se mezcla con la física.
Escrita en prosa y en verso, pero aislada de sus demás obras, como caso único está la Apocolocyntosis, una sátira feroz de la deificación de Claudio, con crítica política y malicia personal por haber sido responsable el emperador de su destierro.
De toda la obra poética de Séneca, sus ocho tragedias son el fruto de una actividad creativa, independiente, que ejerció a lo largo de su vida, pero especialmente en el periodo intermedio de la educación de Nerón, quien era un gran aficionado al teatro y a la declamación. Sabemos que en efecto las compuso porque Tácito (Annales, XIV, 52) cuenta que se reprochaba a Séneca el haberlas escrito siguiendo el gusto que por ellas demostraba Nerón. Diez tragedias han llegado hasta nosotros, de las cuales ocho son de su autoría: Hércules, Las troyanas, Las fenicias, Medea, Fedra, Edipo, Agamenón y Tiestes. Las otras dos que se le han atribuido, Hércules en el Eta y Octavia, son de autores desconocidos.

## Obras

### Filosóficas

#### Consolaciones
- Consolación a Marcia (37-41 d. C.)[48]
- Consolación a Helvia (41-42 d. C.)[49]
- Consolación a Polibio (42-43 d. C.)

#### Diálogos
- De la ira (41 d. C.)
- De la brevedad de la vida (48-49 d. C.)
- De la serenidad del alma (53-54 d. C.)
- De la firmeza del sabio (55-56 d. C.)
- De la clemencia (55-56 d. C.)
- De la vida bienaventurada o De la felicidad (58-59 d. C.)
- De los beneficios (59-62 d. C.)
- De la vida retirada o Del ocio (62 d. C.)
- De la providencia (63 d. C.)

#### Cartas
- Cartas a Lucilio (62-64  d. C)

#### Otras
- Cuestiones naturales (62-63 d. C)

### Literarias

#### Tragedias
- Hércules[50]
- Las troyanas[51]
- Las fenicias[52]
- Medea[53]
- Fedra[54]
- Edipo
- Agamenón[55]
- Tiestes[56]

#### Sátira
- Apocolocintosis (54 d. C.)

### Apócrifas
- Hércules en el Eta[57] (tragedia)
- Octavia[58] (tragedia)
- Epigramas[59]
- Cujus etiam ad Paulum apostolum leguntur epistolae. Correspondencia entre Séneca y Pablo de Tarso. Las cartas fueron fechadas en torno al año 370 d. C. por expertos latinistas durante el Renacimiento, y desde entonces se consideran una falsificación.[60]

## Traducciones
Karl Alfred Blüher hizo un trabajo fundamental sobre la estela del filósofo cordobés en la cultura española: Séneca en España. Investigaciones sobre la recepción de Séneca en España desde el siglo XIII hasta el siglo XVII (Madrid: Gredos, 1983). Como hispano, es natural que los humanistas españoles le tuvieran una cierta devoción, al igual que a otros autores naturales de este suelo como su sobrino Lucano o Marco Valerio Marcial. Pero en general fue citado indirectamente y de segunda mano en la Edad Media española hasta que en el siglo XV ya empiezan a circular códices completos con sus obras en las manos de humanistas como Pedro Díaz de Toledo y Alonso de Cartagena, obispo de Burgos.
Philobiblon recoge 97 manuscritos con romanceamientos de Séneca al castellano, al catalán y al gallego-portugués solo en el siglo XV. Al catalán se vertieron las tragedias. Antoni Canals tradujo De providentia entre 1396 y 1404. Se conocen dos traducciones catalanas de las Cartas a Lucilio, una desde el francés y otra directa. La mujer de Alfonso el Magnánimo leyó una y Martín el Humano mandó traducir un excerpta elaborado por el dominico italiano Luca Manelli. En Castilla se tradujeron casi todas sus obras durante el reinado de Juan II y también encargó traducciones el Marqués de Santillana. Alonso de Cartagena tradujo la Tabulatio de Luca Manelli, De providentia, De clementia, De constantia, Libro de las siete artes liberales (Epístola 88 a Lucilio), De vita beata (incluida en De otio). También tradujo apócrifos: De remediis fortuitorum, Formulae vitae honestae, De legalibus institutis y once Declamationes de Séneca el Viejo. El jurista converso Pedro Díaz de Toledo, del círculo del Marqués de Santillana, tradujo los apócrifos Proverbia Senecae. 75 cartas de Séneca se vertieron al castellano anónimamente desde una versión italiana que venía de otra francesa, y fueron traducidas en 1425 por orden de Fernán Pérez de Guzmán. Una segunda versión castellana de 81 cartas proviene de otra catalana. Se perdió la encargada por el Marqués de Santillana. Y Nuño de Guzmán mandó traducir la Apocolocyntosis desde la versión italiana de Pier Candido Decembrio. Incluso se tradujo el apócrifo epistolario de Séneca y San Pablo. Ya en el siglo XVI el humanista Martín del Río hizo una edición crítica latina de las Tragedias de la que estaba muy orgulloso: In L. Annaei Senecae Cordubensis poetae gravissimi Tragoedias decem, Antwerp, Officina Plantiniana, 1576.
Ya en época moderna tradujeron las tragedias de Séneca Agustín Ruiz de Santayana, padre del filósofo, y Marcelino Menéndez Pelayo. Ya es moderna la de Leonor Pérez Gómez (Tragedias completas, Madrid: Cátedra, 2012, 2 vols.), aunque en el siglo XX el canónigo republicano exiliado José Manuel Gallegos Rocafull tradujo unas Obras completas de Lucio Anneo Séneca (México, UNAM, 1944 y 1945, 2 vols.) que en realidad acoge solo los tratados morales (publicó las Cartas en el FCE), y fue muy conocida también la del sacerdote franquista Lorenzo Riber al castellano de Obras completas de Séneca: discurso previo, traducción, argumento y notas... (Madrid: Editorial Aguilar, 1943, 1949, 1957, 1966). 
Hay traducciones específicas al castellano de las Cartas a Lucilio por parte del canónigo de Granada Francisco Navarro y Calvo (Epístolas morales, Madrid: Luis Navarro, 1884, que incluye también los tratados; pero parecen haber sido hechas desde el francés), J. M. Gallegos Rocafull (Cartas morales, México: FCE, 1951-1953, 2 vols.), Jaime Bofill y Ferro (Barcelona: Iberia, 1955, 2 vols, id. 1964; reimpresa en Barcelona: Planeta, 1985); Vicente López Soto (Barcelona: Juventud, 1982) e Ismael Roca Meliá (Madrid: Gredos, 1986) y al catalán por el doctor Carles Cardó (1928-1931), 4 vols., con el texto latino y aparato crítico.

## Eponimia
- El cráter lunar Seneca lleva este nombre en su memoria.[64]
- El asteroide (2608) Seneca también conmemora su nombre.[65]

### Sobre Séneca
- Asmis, Elizabeth; Bartsch, Shadi; Nussbaum, Martha C. (2012), «Seneca and his World»,  en Kaster, Robert A.; Nussbaum, Martha C., eds., Seneca: Anger, Mercy, Revenge, University of Chicago Press, ISBN 978-0226748429.
- Braund, Susanna (2015), «Seneca Multiplex»,  en Bartsch, Shadi; Schiesaro, Alessandro, eds., The Cambridge Companion to Seneca, Cambridge University Press, ISBN 978-1107035058.
- Campbell, Robin (1969), «Introduction», Letters from a Stoic, Penguin, ISBN 0140442103.
- Citti, Francesco (2015), «Seneca and the Moderns»,  en Bartsch, Shadi; Schiesaro, Alessandro, eds., The Cambridge Companion to Seneca, Cambridge University Press, ISBN 978-1107035058.
- Colish, Marcia L. (1985), The Stoic Tradition from Antiquity to the Early Middle Ages 1, Brill, ISBN 9004072675.
- Gill, Christopher (1999), «The School in the Roman Imperial Period»,  en Inwood, Brad, ed., The Cambridge Companion to the Stoics, Cambridge University Press, ISBN 0521779855.
- Habinek, Thomas (2013), «Imago Suae Vitae: Seneca's Life and Career»,  en Heil, Andreas; Damschen, Gregor, eds., Brill's Companion to Seneca: Philosopher and Dramatist, Brill, ISBN 978-9004154612.
- Ker, James (2009), The Deaths of Seneca, Oxford University Press.
- Laarmann, Mathias (2013), «Seneca the Philosopher»,  en Heil, Andreas; Damschen, Gregor, eds., Brill's Companion to Seneca: Philosopher and Dramatist, Brill, ISBN 978-9004154612.
- Reynolds, L. D.; Griffin, M. T.; Fantham, E. (2012), «Annaeus Seneca (2), Lucius»,  en Hornblower, S.; Spawforth, A.; Eidinow, E., eds., The Oxford Classical Dictionary, Oxford University Press, ISBN 978-0199545568.
- Sellars, John (2013), «Context: Seneca's Philosophical Predecessors and Contemporaries»,  en Heil, Andreas; Damschen, Gregor, eds., Brill's Companion to Seneca: Philosopher and Dramatist, Brill, ISBN 978-9004154612.
- Wilson, Emily R. (2014), The Greatest Empire: A Life of Seneca, Oxford University Press, ISBN 978-0199926640.